# NGC 937
NGC 937 este o galaxie spirală situată în constelația Andromeda. A fost descoperită în 12 decembrie 1884 de către Édouard Stephan⁠(d).